# Маркиз де Альболоте
Маркиз де Альболоте — испанский дворянский титул. Он был создан 20 мая 1643 года королем Испании Филиппом IV для Далмау Луиса де Керальта и Алагона вместе с титулом виконта де Вальдепеньяс.
Далмау Луис де Керальт и Алагон (? — 1689) был сыном Далмау де Керальта и Кодины (1593—1640), 2-го графа де Санта-Колома, барона де Керальта и барона де понса, и Хуаны де Алагон и Рекесенс, дочери Мартина де Алагона, 1-го маркиза де Вилласор, и Анны Елизаветы де Рекесенс, баронессы ди Сан-Джакомо.
Этот титул всегда носили графы де Санта-Колома в качестве одного из своих многочисленных второстепенных титулов, пока в конце XIX века они не прекратили его использовать.
В 1915 году король Испании Альфонсо XIII восстановил титул маркиза де Альболоте для Лоренсо де Пиньейро и Керальта (1894—1921), маркиза де Бенданья, который стал 8-м маркизом де Альболоте.
Название маркизата происходит от названия муниципалитета Альболоте, район (комарка) Вега-де-Гранада, провинция Гранада, автономное сообщество Андалусия.

## Маркизы де Альболоте
|                                             | Титул                                       | Период                                      |
| Креация создана королем Испании Филиппом IV | Креация создана королем Испании Филиппом IV | Креация создана королем Испании Филиппом IV |
| ------------------------------------------- | ------------------------------------------- | ------------------------------------------- |
| I                                           | Далмау де Керальт и Алагон                  | 1643-1689                                   |
| II                                          | Андрес де Керальт                           | 1689-1721                                   |
| III                                         | Хуан де Керальт и Хаммар                    | 1721-1756                                   |
| IV                                          | Игнасио Андрес де Керальт и Дескатльяр      | 1756-1766                                   |
| V                                           | Хуан Баутиста Мария де Керальт и де Пинос   | 1766-1803                                   |
| VI                                          | Хуан Баутиста де Керальт и де Сильва        | 1803-1865                                   |
| VII                                         | Хуан Баутиста де Керальт и де Букарелли     | 1865-1873                                   |

| Креация восстановлена королем Испании Альфонсо XIII | Креация восстановлена королем Испании Альфонсо XIII | Креация восстановлена королем Испании Альфонсо XIII |
| --------------------------------------------------- | --------------------------------------------------- | --------------------------------------------------- |
| VIII                                                | Лоренсо Пиньейро и Керальт                          | 1915-1921                                           |
| IX                                                  | Лоренсо Пиньейро и Фернандес де Кордова             | 1923-2011                                           |
| X                                                   | Лоренсо Пиньейро Эскрива де Романи                  | 2011 — настоящее время                              |

## История маркизов де Альболоте
- Далмау Луис де Керальт и Алагон (? — 1689), 1-й маркиз де Альболоте, 3-й граф де Санта-Колома, 1-й маркиз де Понс. Сын Далмау де Керальта и Кодины (1593—1640), 2-го графа де Санта-Колома, вице-короля Каталонии (1638—1640), и Хуаны де Алагон и Рекесенс. Ему наследовал его племянник:

- Андрес де Керальт (? — 11 февраля 1721), 2-й маркиз де Альболоте, 4-й граф де Санта-Колома, барон де Керальт, барон де Торредембарра и барон де Кастелле.

1. Супруга — Мария де Хаммар и де Мека, сестра Рамона де Хаммара и де Меки, 1-го графа де Сервия. Ему наследовал их сын:

- Хуан де Керальт и Хаммар (? — 12 марта 1756), 3-й маркиз де Альболоте, 5-й граф де Санта-Колома.
  - Супруга — Мария Франсиска Дескатльяр, 3-я маркиза де Бесора, дочь Нарциса Дескатльяра и де Сарриеры, 1-го маркиза де Бесора. Ему наследовал их сын:

- Игнасио Андрес де Керальт и Дескатльяр (1704 — 3 сентября 1766), 4-й маркиз де Альболоте, 6-й граф де Санта-Колома.
  - Супруга — Мария Хосефа де Пинос и Суреда (? — 1800), дочь Хосе Галсеррона де Пиноса и Сасиреры, 3-го маркиза де Санта-Мария-де-Барбара. Ему наследовал их сын:

- Хуан Баутиста Мария де Керальт и де Пинос (8 февраля 1758 — 7 октября 1803), 5-й маркиз де Альболоте, 7-й граф де Санта-Колома и 5-й маркиз де Бесора.
  - Супруга — Мария Луиза де Сильва и Кастехон (1765—1825), 10-я маркиза де Грамоса, 15-й графиня де Сифуэнтес, 5-я маркиза де Веламасан, 8-я маркиза де Алькончель, 9-я маркиза де Альбасеррада, 13-я маркиза де Лансароте, графиня де ла Ривера. Ему наследовал их сын:

- Хуан Баутиста де Керальт и де Сильва (18 марта 1786 — 13 марта 1865), 6-й маркиз де Альболоте, 8-й граф де Санта-Колома, 6-й маркиз де Бесора, 11-й маркиз де Грамоса, 9-й маркиз де Алькончель, 14-й маркиз де Лансароте, 10-й маркиз де Альбасеррада, 7-й граф де ла Куэва, 16-й граф де Сифуэнтес и 7-й граф де ла Ривера.
  - Супруга — Мария дель Пилар Букарелли Себриан и Фернандес де Миранда (1789—1828), 5-я маркиза де Вальеэрмосо, 10-я графиня де лас Амаюэлас, 9-я графиня де Фуэнклара, 6-я маркиза де Вальдекарсана, 10-я маркиза де Тарасена, 8-я графиня де Херена, 11-я графиня де Тахалу и виконтесса де Урсиа.
  - Супруга — Мария Франсиска де Кабаньес. Ему наследовал его сын от первого брака:

- Хуан Баутиста де Керальт и Букарелли (8 октября 1814 — 17 апреля 1873), 7-й маркиз де Альболоте, 9-й граф де Санта-Колома, 7-й маркиз де Бесора, 12-й маркиз де Грамоса, 10-й маркиз де Алькончель, 15-й маркиз де Лансароте, 11-й маркиз де Альбасеррада, 8-й граф де ла Куэва, 17-й граф де Сифуэнтес, 8-й граф де ла Ривера, 7-й маркиз де Вальдекарсана, 17-й маркиз де Каньете, 14-й маркиз де Тарасена, 11-й граф лас Амаюэлас, 11-й граф де Эскаланте, 9-й граф де Херена, 17-й граф де Тахалу и 10-й граф де Вильямор.
  - Супруга — Мария Доминга Бернальдо де Кирос и Колон Ларреатеги (1816—1884) дочь Антонио Марии Бернальдо де Кироса и Родригеса де лос Риоса, 6-го маркиза де Монреаль, маркиза де Сантьяго, 6-го маркиза де ла Симада, и Иполиты Колон де Ларреатеги и Бакедано, дочери 12-го герцога де Верагуа.

Их старший сын, Иполито де Керальт и Бернальдо де Кирос (1841—1877), 10-й граф де Санта-Колома, 7-й маркиз де Вальеэрмосо, 8-й маркиз де Бесора, 13-й маркиз де Грамоса, 11-й маркиз де Алькончель, 16-й маркиз де Лансароте, 12-й маркиз де Альбасеррада, 9-й граф де ла Куэва, 9-й граф де ла Ривера, 8-й маркиз де Вальдеркасана, 18-й маркиз де Каньете, 15-й маркиз де Тарасена, 12-й граф де лас Амаюэлас, 12-й граф де Эскаланте, 10-й граф де Херена, 18-й граф де Тахалу, 11-й граф де Вильямор. Иполито не претендовал на титул маркиза де Альболоте, который стал вакантным. Он уступил своей сестре Марии де лос Долорес де Керальт и Бернальдо де Кирос (1854—1942) титул 18-й графини де Сифуэнтес, а другая его сестра, Мария дель Пилар де Керальт и Бернальдо де Кирос (1856—1907), стала 10-й графиней де Фуэнкалара.
Иполито де Керальт и Бернальдо де Кирос женился на Марии Эльвире Зинаиде Фернандес-Макейра и Оянгурен (1845—1906), дочери Ремигио Фернандеса и Макейры и Фресии Оянгурен и Скуэлья. У супругов было ряд детей:
1. Энрике дле Керальт и Фернандес-Макейра (1867—1933), 11-й граф де Санта-Колома, 13-й граф де лас Амаюэлас, 14-й маркиз де Грамоса, 10-й граф де ла Куэва, 10-й граф де ла Ривера, 19-й граф де Тахалу, 13-й граф де Эскаланте, 12-й граф де Вильямор, 8-й маркиз де Вальеэрмосо, 12-й маркиз де Алькончель, 9-й маркиз де Вальдекарсана, 19-й маркиз де Каньете, 16-й маркиз де Тарасена, 17-й маркиз де Лансароте, 11-й граф де Херена, виконт де Сертера и виконт дель Инфантадо.
2. Иполито де Керальт и Фернандес-Макейра (1868—1919), 13-й маркиз де Альбасеррада. Ему уступил титул старший брат Энрике.
3. Карлос де Керальт и Фернандес-Макейра (1869—1910), 9-й маркиз де Бесора, титул уступлен старшим братом Энрике.
4. Мария Доминга де Керальт и Фернандес-Макейра (1871 — ?), 2-я графиня де Торральба-де-Арагон (титул восстановлен в 1925 году). Мария Доминга вышла замуж за Лоренсо Пиньейро и Фернандеса де Вильявисенсио (1864—1939), гранда Испании, 10-го маркиза де Бенданья и 8-го маркиза де ла Меса-де-Аста. Мария Доминга передала права на восстановление титула маркиза де Альболоте своему сыну:

- Лоренсо Пиньейро и Керальт (6 октября 1894 — 25 февраля 1921), 8-й маркиз де Альболоте (титул был восстановлен в 1915 году).
  - Супруга — Мария де лос Милагрос Фернандес де Кордова и Альварес де лас Астуриас Бохоркес (1895—1991). Ему наследовал их сын:

- Лоренсо Пиньейро и Фернаендес де Кордова (8 октября 1920 — 2 марта 2011), гранд Испании, 9-й маркиз де Альболоте, 11-й маркиз де Бенданья (унаследовал этот титул от своего деда по отцовской линии, Лоренсо Пиньейро и Фернандеса де Вильявисенсио), 4-й граф де Торральба-де-Арагон (унаследовал этот титул от своего дяди по отцовской линии, Буэнавентуры Пиньейро де Керальта) и 12-й барон де Молинет.
  - Супруга — Мария Эскрива де романи и Патиньо. Ему наследовал его сын:

- Лоренсо Пиньейро и Эскрива де Романи (род. 6 декабря 1950), гранд Испании, 10-й маркиз де Альболоте, 12-й маркиз де Бенданья, 5-й граф де Торральба-де-Арагон и 13-й барон де Молинет.
  - Супруга — Изабель Мартос и Аслор де Арагон, дочь герцога де Гранада-де-Эга, маркиза де Каса-Тилли, маркиза де Итурбиэта и маркиза де Сантьяго-де-Оропеса.